# Pseudoferania polylepis
Pseudoferania polylepis är en ormart som beskrevs av Fischer 1886. Pseudoferania polylepis är ensam i släktet Pseudoferania som ingår i familjen Homalopsidae. IUCN kategoriserar arten globalt som livskraftig. Inga underarter finns listade i Catalogue of Life.
Arten är med en längd upp till 80 cm en liten till medelstor orm. Den förekommer i nordöstra Australien och på östra Nya Guinea, inklusive några mindre öar i regionen. Pseudoferania polylepis vistas i träskmarker och i närheten av mindre vattendrag. Den jagar fiskar och groddjur. Honor föder levande ungar (ovovivipari).